# Gabrielle B.
Gabrielle B. est une série de bande dessinée d'aventure corsaire qui se déroule au début du XIXe siècle.

## Auteurs
- Scénario : Dominique Robet
- Dessins et couleurs : Alain Robet

## Synopsis
Début du XIXe siècle, sur les côtes de la Manche, une jeune femme corsaire de la République, Gabrielle Baubriand, tente de déjouer le dernier complot royaliste mené par Cadoudal. Or, elle ne se doute pas que son armateur n'est autre que l'assassin de son père mais aussi le traître qui soutient le camp adverse.

## Albums
Cycle I
1. Le Guerrier aveugle[1] (2005), préface et dossier de Brieg Haslé
2. Masque d’argent[2] (2006), préface de Roget Faligot
3. Naufrages[3] (2008)

Cycle II
1. Liberté (2011)

## Expositions
- Exposition à Concarneau au festival Livre & Mer (commissariat : Brieg Haslé)
- Exposition à Saint-Malo, festival Quai des Bulles, 2006
- Exposition à la tour Bidouane de Saint-Malo, festival Quai des Bulles, 2008[4]
- Saint-Brieuc, 2009
- Liège, festival Mer en BD, 2009
- Médiathèque de Guilers, 2009[5]

## Éditeur
- Emmanuel Proust (Collection Trilogie)